# Polokwane International Airport

i7
i11
i13
Der Polokwane International Airport, früher als Pietersburg International Airport oder Gateway International Airport (IATA-Code: PTG, ICAO-Code: FAPP) bekannt, ist der Flughafen der Stadt Polokwane in der südafrikanischen Provinz Limpopo.
Der Flughafen wurde 1996 auf dem Gelände der ehemaligen Air Force Base Pietersburg eröffnet und ist nicht mit dem südlich von ihm gelegenen Flugplatz Pietersburg Municipal Airport zu verwechseln.

## Flughafenanlagen
Der Flughafen verfügt über ein Terminalgebäude mit einer Fläche von über 4.000 Quadratmetern sowie Einzelhandels- und Gewerbeflächen. Der Flughafen verfügt über vier Vorfelder mit einer Parkkapazität von 74.800 m², eine moderne Flugsicherung, Navigationshilfen und zwei Landebahnen aus Asphalt.

## Fluggesellschaften und Ziele
Airlink bietet Flüge von und nach Johannesburg-O. R. Tambo.

## Verkehrsanbindung
Der Flughafen liegt fünf Kilometer nördlich der Stadt und ist per Straße oder Schiene zu erreichen.